# Galileo Ferraris

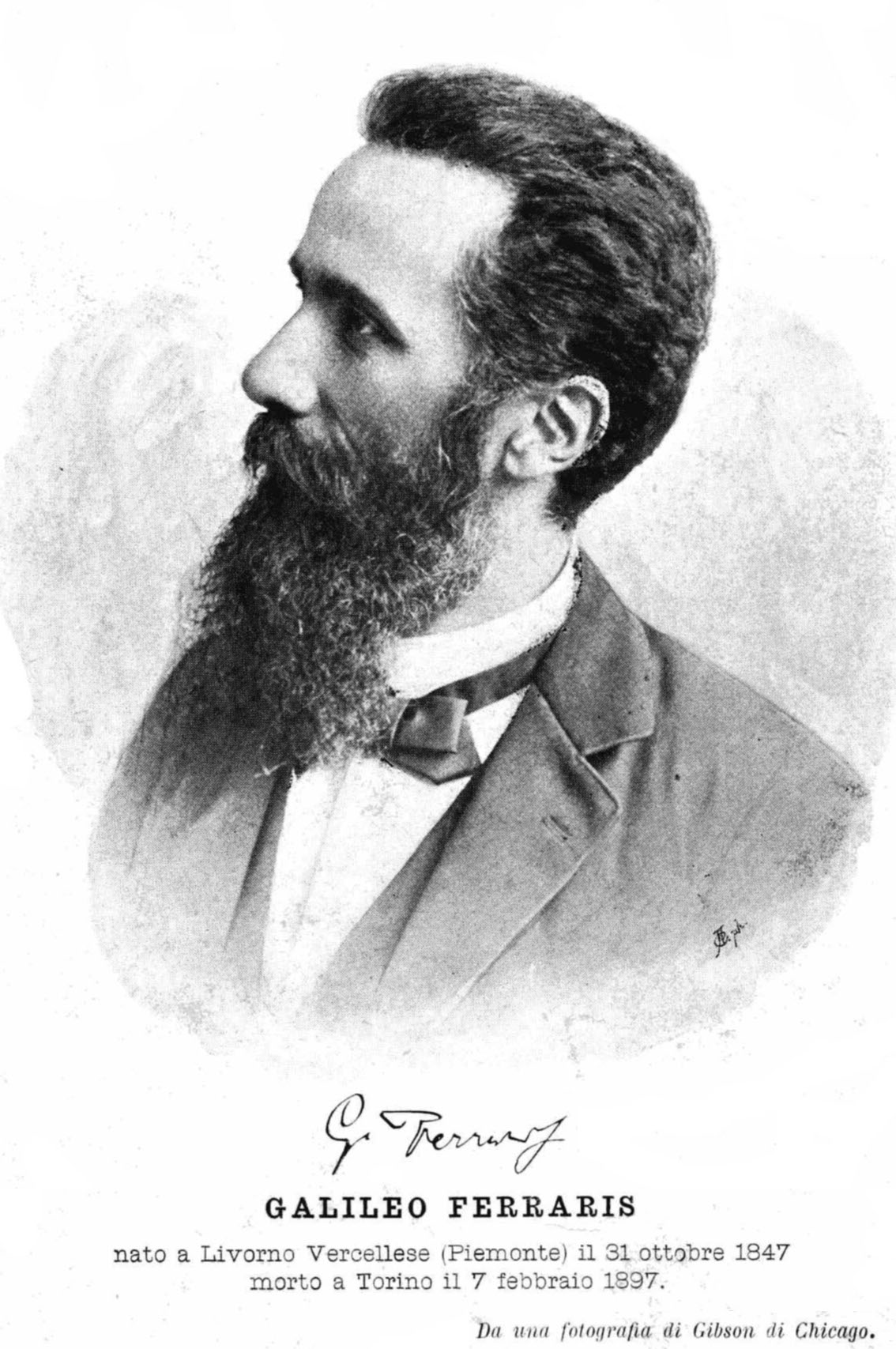
Galileo Ferraris

Galileo Ferraris (Livorno Ferraris, 31 oktober 1847 - Turijn, 7 februari 1897) was een Italiaans ingenieur en fysicus.
Ferraris was sedert 1878 professor in de technische fysica aan de Reale Museo Industriale Italiano in Milaan en vanaf 1880 ook gewoon hoogleraar in de fysica. In de periode 1886-1887 richtte hij de elektrotechnische ingenieursschool van Turijn op, die daarmee de eerste in Italië werd. Hij was op meerdere elektrotechnische congressen de Italiaanse vertegenwoordiger. Hij was ook voorzitter van het Italiaanse elektrotechnische genootschap.
Zijn wetenschappelijke arbeid omvat voornamelijk elektrische krachtoverbrenging, transformator, wisselstroom- en tweefasenstroomtechniek.
Ferraris deed onafhankelijk onderzoek naar roterend magnetisch draaiveld  in 1885 - drie jaar na Nikola Tesla's concept. Ferraris experimenteerde met verschillende types van asynchrone elektromotoren. Zijn onderzoek resulteerde in de ontwikkeling van een wisselstroommotor. In 1888 publiceerde Ferraris zijn onderzoek in een paper naar het Royal Academy of Sciences in Turijn. In datzelfde jaar kreeg Tesla U.S. Patent 381968. 
Zijn voornaamste uitvinding is de borstelloze motor, de zogenaamde inductiemotor.
Het théorèma van Ferraris toont aan dat een draaiveld kan gecreëerd worden door drie spoelen te positioneren in een cirkelboog met een verschuiving van 120°, elk gevoed door een fase van een driefasenspanning. De rotatiefrequentie van de rotor is dan gelijk aan de frequentie van de voedingsstromen gedeeld door het aantal poolparen. Een poolpaar is een paar (2) polen: noord- en zuidpool.
Naar Galileo Ferraris werd de ferrarismeter, een kilowattuurmeter gebaseerd op het wervelstroomprincipe, genoemd. Deze veel gebruikte energieverbruiksmeter of kWh-meter is aan de horizontaal roterende schijf ferrarisschijf gemakkelijk te herkennen.

## Werken
- Wissenschaftliche Grundlagen der Elektrotechnik. (dt. von Finzi, Leipzig 1901)